# Classe Nevada
A Classe Nevada foi uma classe de couraçados operada pela Marinha dos Estados Unidos, composta pelo USS Nevada e USS Oklahoma. Suas construções começaram em 1912 na Bethlehem Shipbuilding e New York Shipbuilding Corporation, sendo lançados ao mar em 1914 e comissionados em 1916. A Classe Nevada foi a primeira dos chamados "couraçados tipo padrão" norte-americanos, caracterizados por uma homogeneidade em armamento, blindagem, velocidade e autonomia, com melhoramentos ocorrendo incrementalmente. Foi a primeira dos Estados Unidos armada com torres de artilharia triplas e também a possuir uma esquema de blindagem chamado de "tudo ou nada".
Os couraçados da Classe Nevada eram armados com uma bateria principal composta por dez canhões de 356 milímetros montados em duas torres de artilharia triplas e dois duplas. Tinham um comprimento de fora a fora de 178 metros, boca de 29 metros, calado de oito metros e um deslocamento de quase 29 mil toneladas. Seus sistemas de propulsão eram compostos por doze caldeiras a que alimentavam dois motores de tripla-expansão ou duas turbinas a vapor, que por sua vez giravam duas hélices até uma velocidade máxima de 21 nós (39 quilômetros por hora). Os navios também tinham um cinturão principal de blindagem que ficava entre 203 e 343 milímetros de espessura.
Os dois navios participaram de treinamentos no Oceano Atlântico no decorrer de seus dois primeiros anos de serviço e então foram colocados na escolta de comboios de tropas para a Europa durante a Primeira Guerra Mundial. Foram transferidos para o Oceano Pacífico pouco depois do fim da guerra e passaram as décadas de 1920 e 1930 em relativa tranquilidade, ocupando-se principalmente de treinamentos e exercícios de rotina com o resto da frota, além de cruzeiros para portos estrangeiros. Ambos foram modernizados entre 1927 e 1930, quando seus sistemas de propulsão foram revisados, sua blindagem fortalecida, seus dois mastros substituídos e seus armamentos reformulados.
Eles foram alvos durante o Ataque a Pearl Harbor em dezembro de 1941 na Segunda Guerra Mundial, com o Oklahoma sendo afundado e o Nevada danificado. Este foi concertado e modernizado, voltando ao serviço em 1943 e dando suporte para os desembarques da Normandia e invasão do Sul da França em 1944 e das batalhas de Iwo Jima e Okinawa em 1945. Depois da guerra foi usado como alvo na Operação Crossroads em 1946 e afundado como alvo de tiro em julho de 1948. O Oklahoma enquanto isso foi reflutuado em 1943, mas foi considerado que estava muito velho e danificado para voltar ao serviço. Afundou em maio de 1947 enquanto era rebocado para o desmonte.